# Ambasciata d'Italia a Dakar
L'ambasciata d'Italia a Dakar è la missione diplomatica della Repubblica Italiana nella Repubblica del Senegal. Essa è accreditata anche presso la Repubblica di Capo Verde, la Repubblica del Gambia e la Repubblica di Guinea-Bissau.
La sede è a Dakar, in Rue Alpha Hachamiyou Tall.

## Altre sedi diplomatiche dipendenti
Esiste inoltre una rete consolare italiana, dipendente dalla Cancelleria consolare dell'ambasciata:
| Tipologia          | Sede   | Zona di competenza |
| ------------------ | ------ | ------------------ |
| Consolato onorario | Praia  | Capo Verde         |
| Consolato onorario | Banjul | Gambia             |
| Consolato onorario | Bissau | Guinea-Bissau      |
| Consolato onorario | Bamako | Mali               |

La Cancelleria consolare dell'ambasciata a Dakar svolge le funzioni consolari anche per la Guinea tramite un consolato onorario a Conakry, in attesa che venga attivata la sezione consolare dell'ambasciata nella capitale guineana, riaperta solo nel 2018.